# سعيد بيران
الشيخ سعيد بيران (بالكردية: Şêx Seîdê Pîranî‏) ولد سعيد بن محمود بن علي في بالو، عام 1865م، وهو سليل أسرة دينية نقشبندية، درس الفقه الإسلامي وأصبح مرشداً للطريقة النقشبندية في بالو عقب وفاة والده وانتقال الزعامة الدينية إليه. كان بيران من أبرز زعماء الكرد في تركيا بعد نهاية الحرب العالمية الأولى وأول من قاد ثورة مسلحة ضد سلطة كمال أتاتورك آنذاك، للمطالبة بما يعتبره «الحقوق القومية الكردية» التي وعدهم بها أتاتورك ثم تراجع عنها. أُعدم في 30 مايو/أيار 1925م بعد اعتقاله.

## نشاطه السياسي

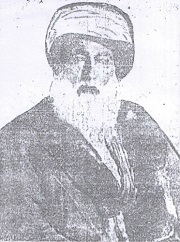
الشيخ سعيد بيران

خاض الشيخ سعيد العمل السياسي منذ بدء تأسيس الجمعيات في الدولة العثمانية عام 1908، وأقام صلات مع العائلات الكردية الكبيرة في المناطق الكردية المختلفة، وعرف عنه انشغاله بالعلم وسعيه لتحديث علوم الدين ورغبته بإنشاء جامعة في مدينة وان الكردية على غرار الجامع الأزهر، لكن المشايخ التقليديين والحكام الأتراك وقفوا ضد رغبته.

## نشاطه العسكري
تولى الشيخ سعيد عام 1924م رئاسة جمعية آزادي الكردية التي قررت القيام بحركة مسلحة شاملة ضد الحكم التركي للحصول على ما وصفوه الحقوق القومية للشعب الكردي، بعدما تراجع أتاتورك عن وعوده للكرد بمنحهم حكمًا ذاتيًا في مقابل مساعدتهم له في حروبه ضد أعدائه، وبعد اعتقاله بعض قادة جمعية آزادي.

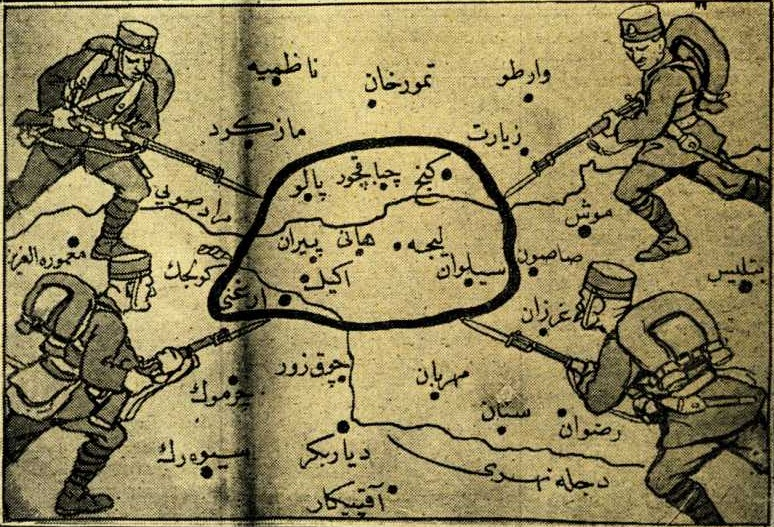
رسم من صحيفة جمهوريت 1925

نشبت حركته المسلحة قبل حلول ربيع عام 1925م وسرعان ما امتدت المعارك إلى 14 ولاية تمثل معظم الأراضي الكردية جنوب شرقي تركيا، وشارك فيها نحو 600 ألف كردي ومعهم مجاميع من الشركس والعرب والأرمن والآشوريين، كما تقول الروايات الكردية، وتمكن المقاتلون الكرد من تحقيق مكاسب عسكرية مهمة وحاصروا مدينة ديار بكر الاستراتيجية، لكن قوات أتاتورك فكت الحصار وتمكنت من قمع الحركة.

## اعتقاله وإعدامه

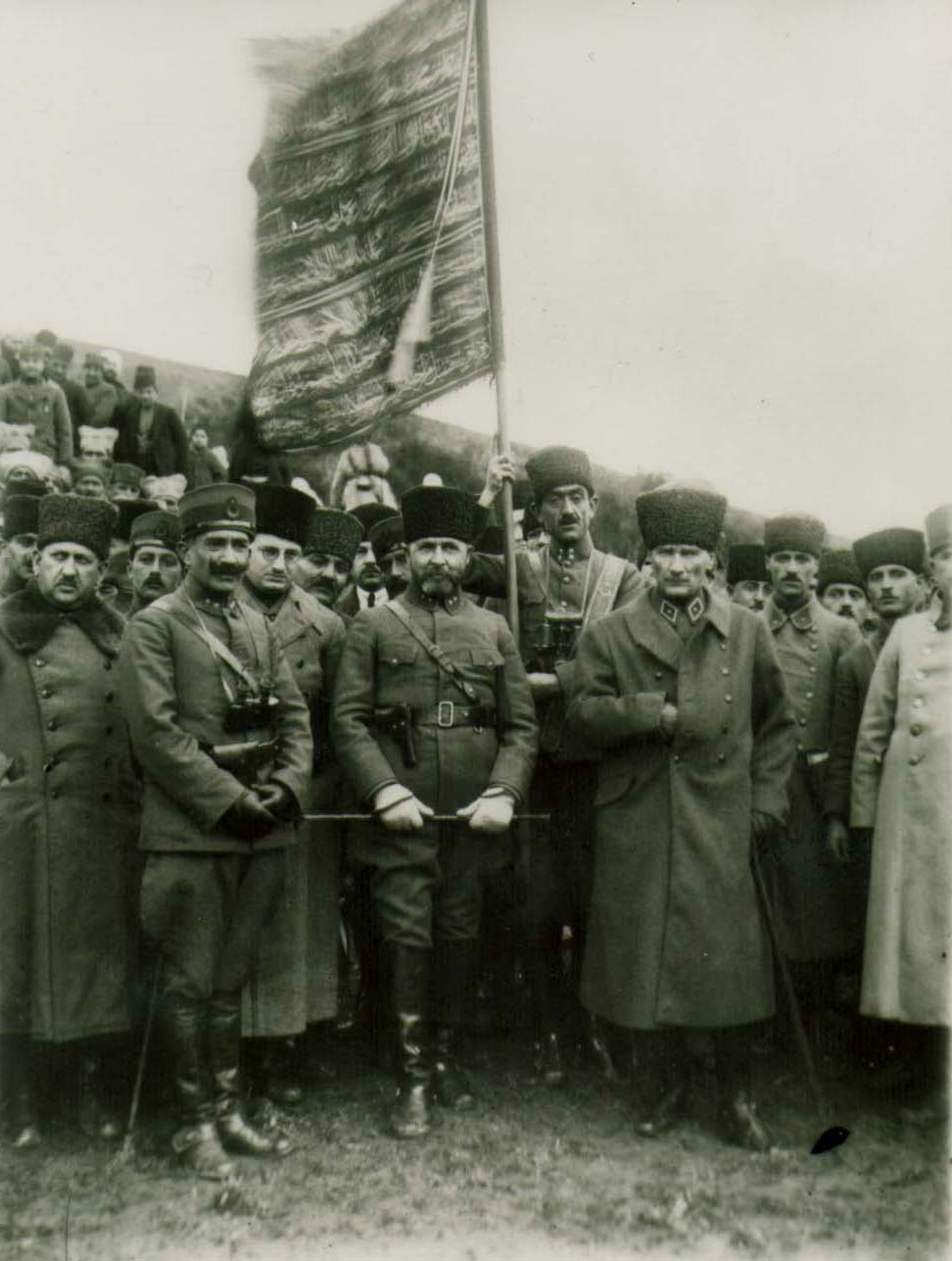
مصطفى كمال أتاتورك وأنصاره.

بعد فك الحصار عن مدينة دياربكر حاول الشيخ سعيد أن ينجو بمقاتليه عبر دعوته لهم للتراجع، لكن القوات التركية أحكمت الطوق حولهم، واعتقلت الشيخ سعيد وقادة الحركة أواسط أبريل/ نيسان 1925، وحكمت عليه بالإعدام الذي نفذ بحقه مع 47 من قادة الكرد يوم 30 مايو/ أيار من نفس العام.